# Passula
Passula is een geslacht van hooiwagens uit de familie Assamiidae.
De wetenschappelijke naam Passula is voor het eerst geldig gepubliceerd door Roewer in 1927. 

## Soorten
Passula is monotypisch en omvat slechts de volgende soort:
- Passula scabricula